# Älvnåjdspindel
Älvnåjdspindel (Collinsia inerrans) är en spindelart som först beskrevs av O. Pickard-Cambridge 1885.  Älvnåjdspindel ingår i släktet collinsior, och familjen täckvävarspindlar. Arten är reproducerande i Sverige. Inga underarter finns listade i Catalogue of Life.